# Steventon (Oxfordshire)
Steventon es una parroquia civil y un pueblo del distrito de Vale of White Horse, en el condado de Oxfordshire (Inglaterra).

## Geografía
Según la Oficina Nacional de Estadística británica, Steventon tiene una superficie de 9,7 km².

## Demografía
Según el censo de 2001, Steventon tenía 1502 habitantes (50% varones, 50% mujeres) y una densidad de población de 154,85 hab/km². El 20,71% eran menores de 16 años, el 71,37% tenían entre 16 y 74 y el 7,92% eran mayores de 74. La media de edad era de 40,68 años. Del total de habitantes con 16 o más años, el 20,99% estaban solteros, el 62,38% casados y el 16,62% divorciados o viudos.
El 94,47% de los habitantes eran originarios del Reino Unido. El resto de países europeos englobaban al 2,26% de la población, mientras que el 3,26% había nacido en cualquier otro lugar. Según su grupo étnico, el 99% eran blancos, el 0,6% mestizos, el 0,2% negros y el 0,2% de cualquier otro salvo asiáticos y chinos. El cristianismo era profesado por el 77,78% y cualquier otra religión, salvo el budismo, el hinduismo, el judaísmo, el islam y el sijismo, por el 0,2%, mientras que el 15,9% no eran religiosos y el 6,12% no marcaron ninguna opción en el censo.
732 habitantes eran económicamente activos, 717 de ellos (97,95%) empleados y 15 (2,05%) desempleados. Había 617 hogares con residentes y 9 vacíos.